# グレン・マクファーソン
グレン・マクファーソン（Glen A. MacPherson C.S.C./A.S.C. 1957年10月29日 - ）は、カナダの撮影監督。モントリオール出身。
カナダ撮影監督協会(C.S.C.)と全米撮影監督協会(A.S.C.)の会員。
2010年、ジェミニ賞を受賞。

## 主なフィルモグラフィー
- コブラ・キラー Snake Eater (1988) 劇場未公開
- コブラ・キラー2/炎の復讐 Snake Eater's Revenge (1989) 劇場未公開
- シー・ウルフ The Sea Wolf (1992) 劇場未公開
- カリフォルニア大激震/ハイウェイI-880の奇跡 Miracle on Interstate 880 (1993) テレビ映画
- プワゾンの香り The Amy Fisher Story (1993) テレビ映画
- アーミー・エンジェル Serving in Silence: The Margarethe Cammermeyer Story (1994) テレビ映画
- スライダーズ Sliders (1995) テレビドラマ、パイロット版
- バイ・バイ・バーディー Bye Bye Birdie (1995) テレビ映画
- ドクター・フー Doctor Who (1996) テレビ映画
- 裸の銃を持つ逃亡者 Wrongfully Accused (1998)
- マックスQ Max Q (1998) テレビ映画
- ロミオ・マスト・ダイ Romeo Must Die (2000)
- DENGEKI 電撃 Exit Wounds (2001)
- グッドボーイズ All About the Benjamins (2002)
- ワイルド・タウン/英雄伝説 Walking Tall (2004)
- リバウンド Rebound (2005) 劇場未公開
- 16ブロック 16 Blocks (2006)
- ブライアン・シンガーの トリック・オア・トリート Trick 'r Treat (2007)
- ワン・ミス・コール One Missed Call (2008)
- ランボー/最後の戦場 Rambo (2008)
- ファイナル・デッドサーキット 3D The Final Destination (2009)
- バイオハザードIV アフターライフ Resident Evil: Afterlife (2010)
- Glee/グリー ザ・コンサート 3Dムービー Glee: The 3D Concert Movie (2011)
- 三銃士/王妃の首飾りとダ・ヴィンチの飛行船 The Three Musketeers (2011)
- バイオハザードV リトリビューション Resident Evil: Retribution (2012)
- ポンペイ Pompeii (2014)
- モンスターハンター Monster Hunter (2020予定)